# Baja Ribagorza

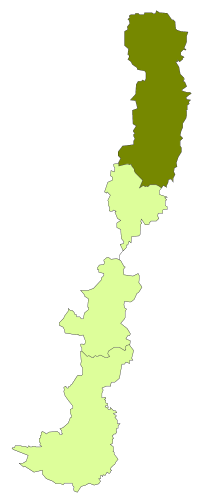
Situación de la Ribagorza en el contexto de la Franja (postura integracionista).

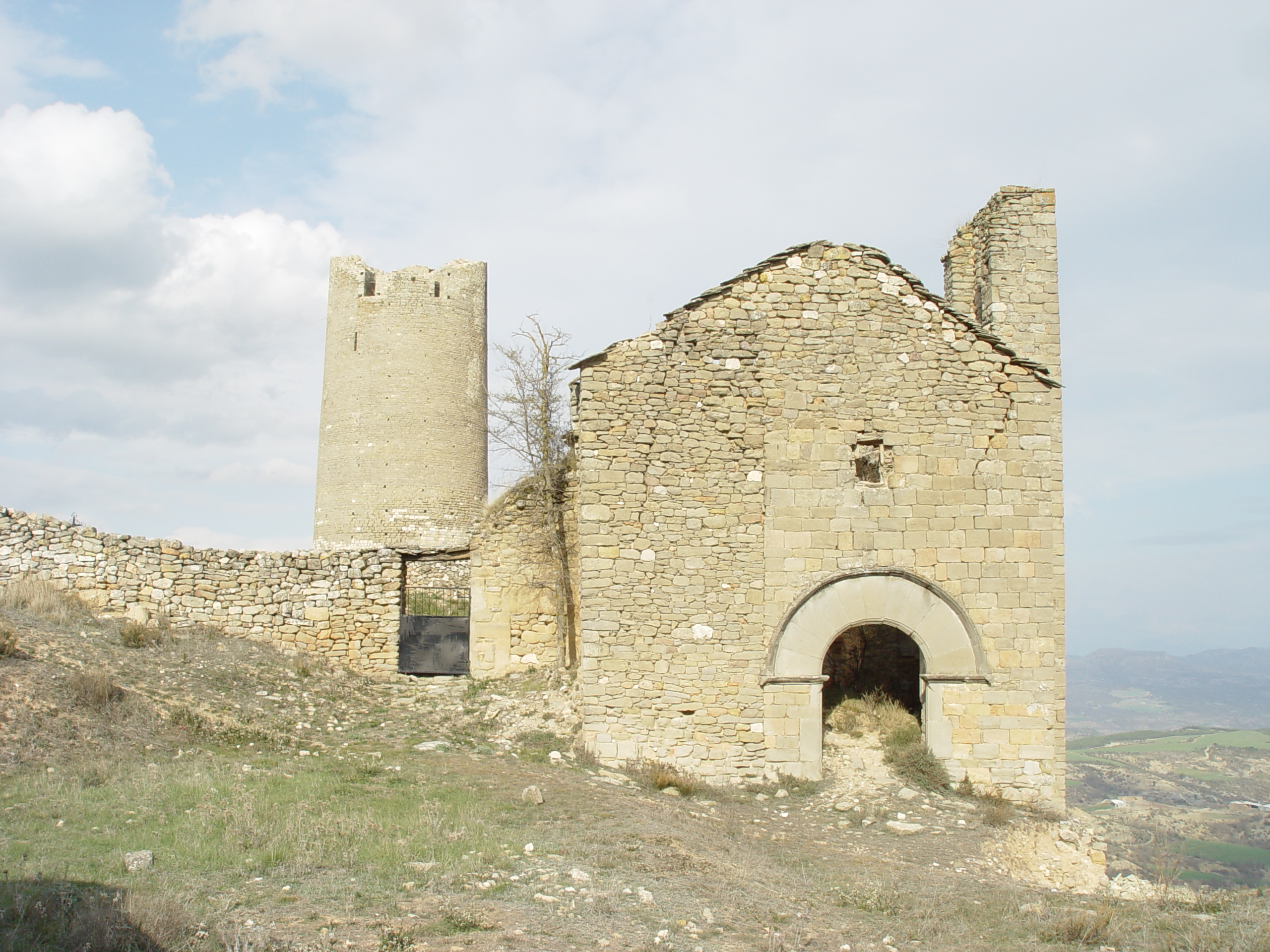
Iglesia de San Esteban de Viacamp.

La Baja Ribagorza es como a menudo se ha nombrado la parte administrativamente aragonesa de la zona catalanoparlante de comarca natural de la Ribagorza, sobre todo en contraposición con la comarca de la Alta Ribagorza de la comunidad autónoma de Cataluña (España). Esta denominación no existe legalmente.

## Los Países Catalanes
Respecto a su uso desde el punto de vista de la teoría de los Países Catalanes, puede hacer referencia a dos territorios de extensión ligeramente diferentes dentro de la Franja de Poniente, ya sea la integracionista o la nacional.
- Desde la integracionista de los Países Catalanes, la Baja Ribagorza constituye la más septentrional de las cuatro comarcas en que se divide la Franja y comprende todas aquellas poblaciones de la comarca oficial de la Ribagorza. Queda incluida el territorio del Valle de Benasque.
- Desde la postura nacional de los Países Catalanes, en cambio, se entiende por Baja Ribagorza la parte donde se habla fabla aragonesa de la cuenca del río Isábena, las zonas  de los municipios de Graus y Capella, y la totalidad de municipios de Monesma y Cajigar, Castigaleu, Lascuarre, Tolva, Viacamp y Litera, Benabarre y Estopiñán.

La capital histórica de la Baja Ribagorza es Benabarre. Esta región comprende las poblaciones de habla aragonesa. Habría que añadir antiguos municipios como:
- Güel. Se incorporó a Graus en 1972 (Decreto 3357/71, de 23 de diciembre).
- Laguarres. Se incorporó a Capella en 1965 (Decreto 4338/64, de 24 de diciembre).

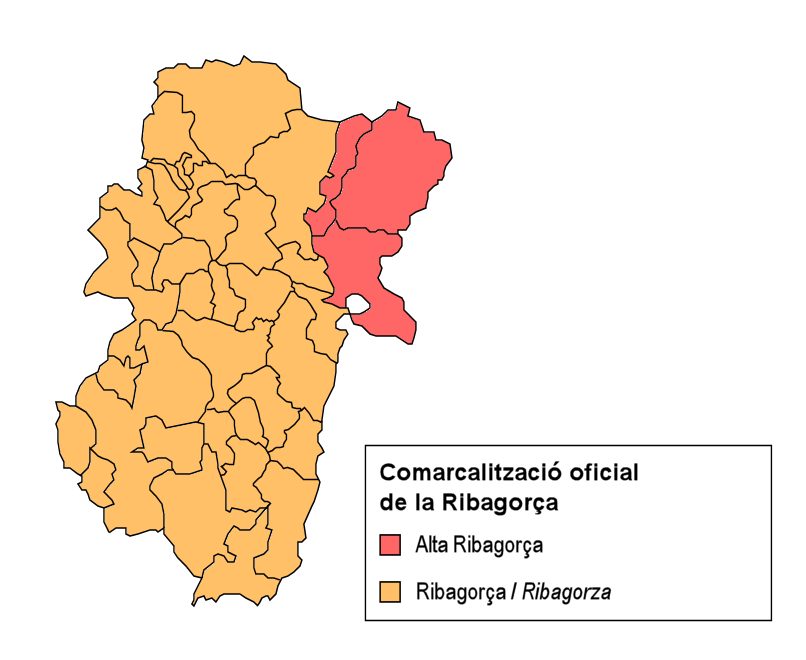
Comarcas oficiales de una y otra autonomía
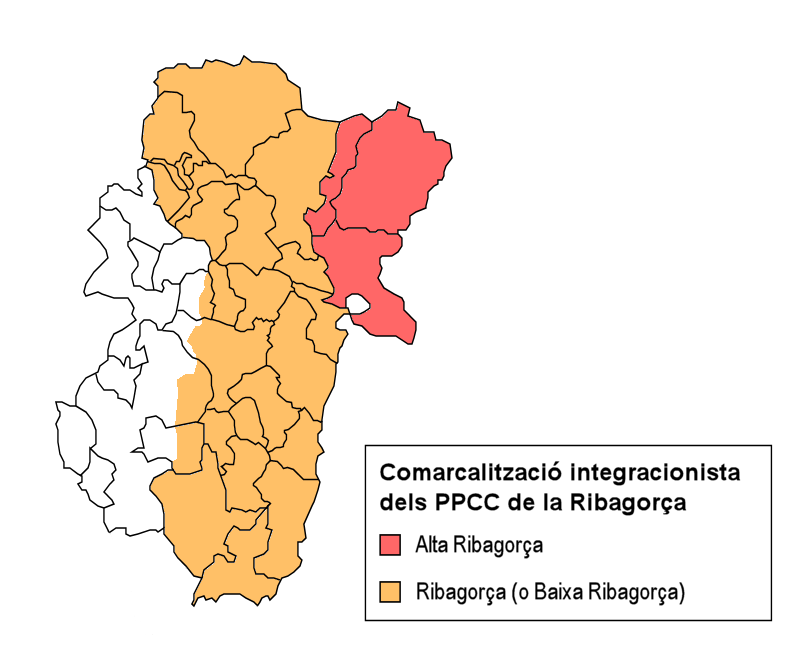
Ordenación comarcal integracionista
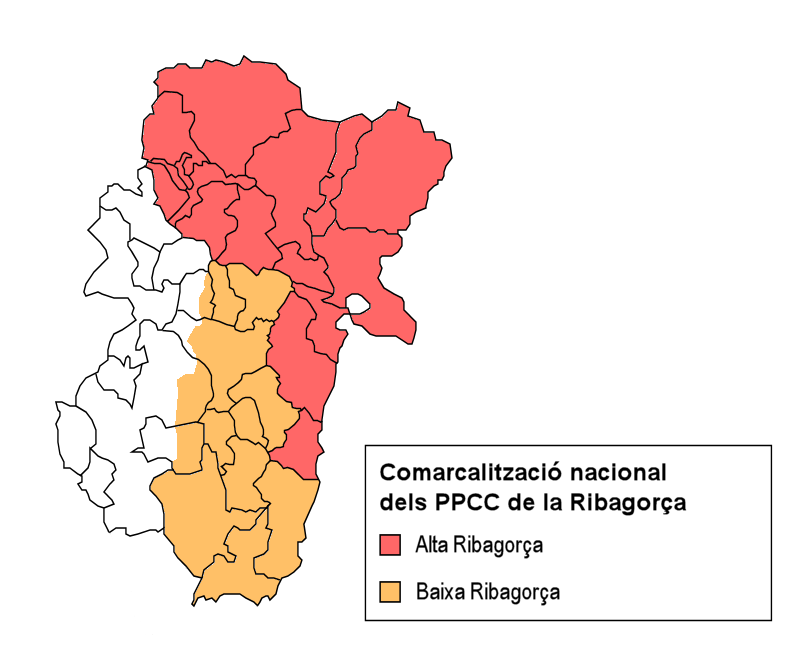
Propuesta nacional de comarcalización de los Países Catalanes